# Mazoče
Mazoče (cyr. Мазоче) – wieś w Bośni i Hercegowinie, w Republice Serbskiej, w gminie Foča. W 2013 roku liczyła 30 mieszkańców.